# Império Sunga
O Império Sunga ou Império Shunga (em sânscrito: शुंग राजवंश; romaniz.: śuṃga rājavaṃśa) foi um antigo estado indiano governado pela dinastia homónima entre 185 a.C. e 75 a.C. que controlou vastas áreas do subcontinente indiano. Inicialmente a capital foi Pataliputra, tendo sido posteriormente transferida para Vidixá.
A dinastia sunga se estabeleceu quando Briadrata Máuria, último imperador máuria, foi assassinado pelo comandante-em-chefe (senapati) dos exércitos máurias, Pusiamitra Sunga, que subsequentemente ascendeu ao trono.